# Mont de Sène
Le mont de Sène, ou montagne des Trois Croix, est un sommet situé à la limite des départements de la Côte-d'Or et de Saône-et-Loire en France. Culminant à 521 mètres, il domine la côte de Beaune au nord, la vallée de la Saône à l’est, le Clunisois au sud et le Morvan à l’ouest.
De nombreux vestiges, dont des dolmens fouillés plusieurs fois au XIXe siècle, témoignent d’une occupation intense dès le Néolithique. Les Celtes y célébraient leurs cultes, puis les Romains y construisirent deux temples au sommet, l’un dédié à Mercure, l’autre à la divinité tutélaire de la source coulant au pied, le Terron. Tous deux furent détruits au Ve siècle. Un calvaire composé de trois croix fut érigé en 1707, sur l'initiative de Pierre Milliard, « marchand cordouanier » de Santenay . Toujours visible, il donna à l’endroit son nom populaire de montagne des Trois Croix.
Le site est classé parc naturel en 1993.

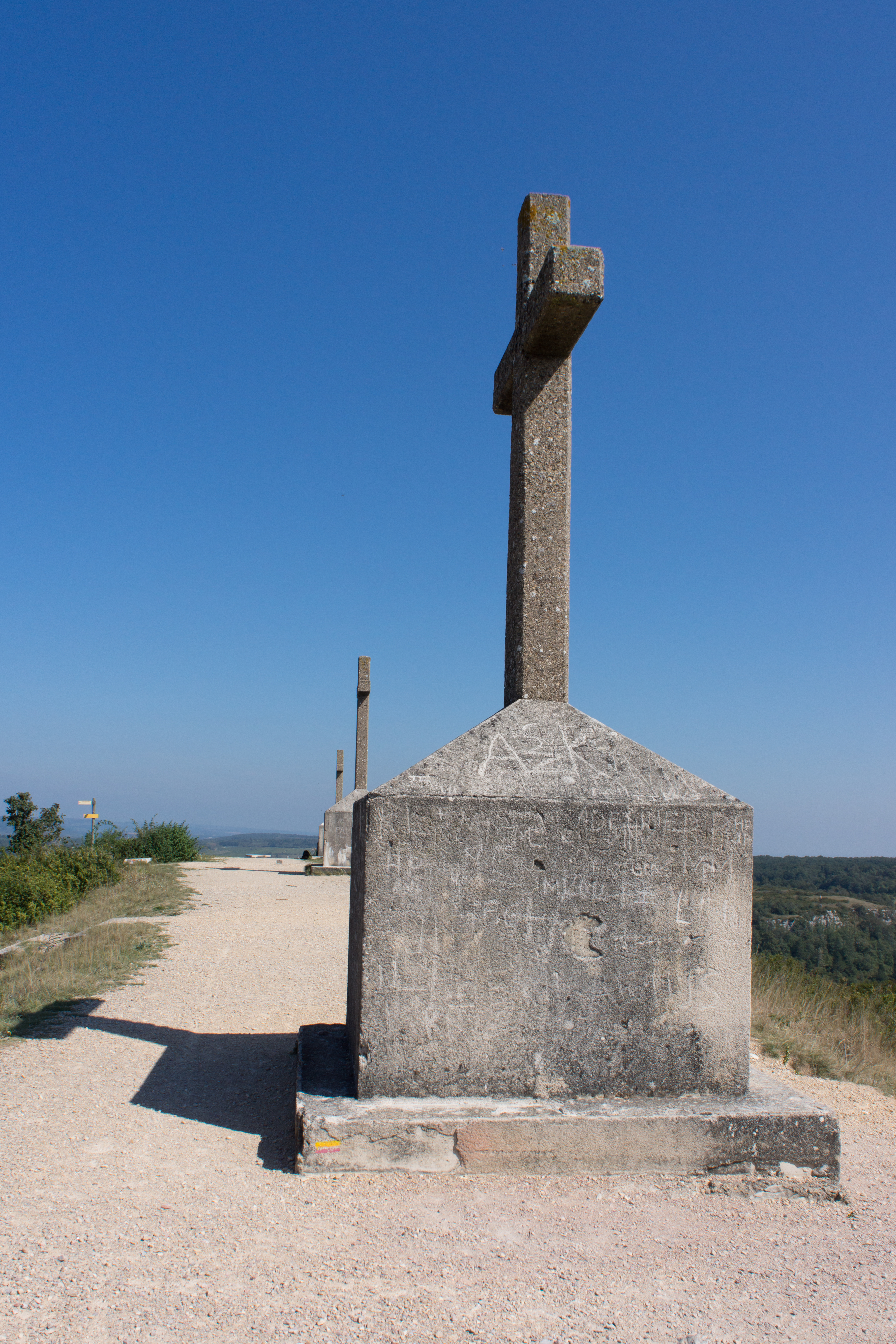
Les trois croix monumentales implantées au sommet.
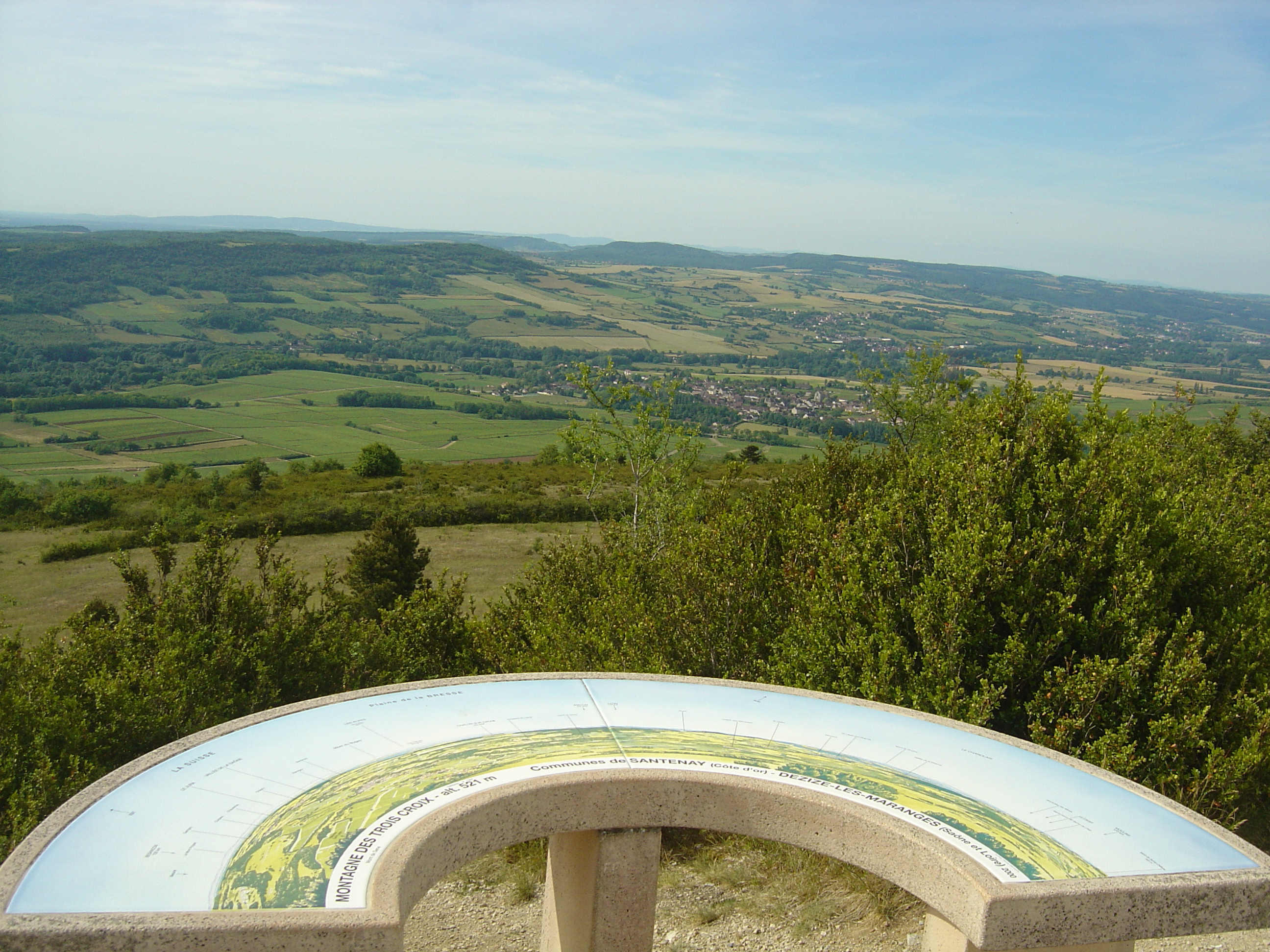
L'une des deux tables d'orientation dont dispose le mont Sène.

### Sources
- Jacques-Gabriel Bulliot, Le temple du mont de Sène à Santenay, Mémoires de la Société éduenne d'Autun, 1874, tome 3, pages 139 à 161.
- Dominique Marcantoni, « La montagne des Trois Croix », Images de Saône-et-Loire no 186, juin 2016, pages 15 à 17.